# Klaus G. Renner
Klaus Gerhard Renner (geboren am 27. Juni 1949 in Berlin; gestorben am 2. Juni 2019 in Ottiglio, Piemont) war ein deutscher Verleger.
Zu den im Verlag Klaus G. Renner verlegten Autoren zählten vor allem französische und deutsche Autoren der klassischen Moderne, Surrealisten, Dadaisten und Grenzgänger, darunter vergessene Autoren der Emigration wie Walter Serner, von dem eine Gesamtausgabe bei Renner erschien, oder inkommensurable Einzelgänger wie der Phantast Paul Scheerbart. 
Ein weiterer Schwerpunkt waren bis dahin in Deutschland wenig oder kaum bekannte französische Autoren wie Alfred Jarry, Paul Morand, Benjamin Péret und Jules Renard.
Aber auch um zeitgenössische deutschsprachige Autoren machte sich Renner verdient. Der lange Zeit in Erlangen ansässige Verlag veröffentlichte fränkische Autoren wie Ludwig Fels und Fitzgerald Kusz. Von den österreichischen Autoren erschienen bei Renner H. C. Artmann und Helmut Eisendle. Weitere Autoren waren Hartmut Geerken und Oskar Pastior. 
Dem oft am Rand der Insolvenz navigierenden Kleinverleger geschah es mehrfach, dass von ihm bekannt gemachte Autoren von größeren Verlagen übernommen wurden und dort deutlich erfolgreicher waren. So verkaufte Renner von Walter Serners Die Tigerin 3000 Exemplare. Nachdem er aus Geldnot die Taschenbuchrechte an DTV hatte lizenzieren müssen, erreichte die Taschenbuchausgabe dort eine Auflage von 38.000 Exemplaren.
1986 wurde Renner für seine verlegerischen Leistungen mit dem ZEIT-Preis für kleine Verlage ausgezeichnet.
Seit 2000 lebte Renner in seiner Wahlheimat Piemont, zuletzt zusammen mit der Künstlerin Geesche Wolfer-vom Hove. 2019 ist er dort kurz vor seinem 70. Geburtstag nach längerer Krankheit verstorben. Er hinterließ einen Sohn.